# Eclissi solare dell'11 maggio 2040
L'eclissi solare dell'11 maggio 2040 è un evento astronomico che avrà luogo il suddetto giorno attorno alle ore 3:43 UTC.